# Diamante (catcheuse)
Pour les articles homonymes, voir Diamante.
Priscilla Zuniga (née le 14 juillet 1991) mieux connue sous le nom de ring de Diamante, est une catcheuse professionnelle cubano-américaine travaillant à la All Elite Wrestling. Elle est aussi connue pour son travail à Impact Wrestling et sur le circuit indépendant sur lequel elle performa sous le nom de Angel Rose.
Elle est actuellement championne par équipe de la Women's of Wrestling (WOW) avec Fire.

## Carrière dans le catch

### Circuit indépendant (2008-...)
Zuniga commença à lutter sur le circuit indépendant sous le nom de Angel Rose, travaillant d'abord avec l'Independent Championship Wrestling en Floride, où elle remporta quatre fois l'ICW Women's Championship ainsi qu'une fois les ICW Hard Knocks Championship et ICW Championship. Elle travailla également avec plusieurs fédérations basées en Floride comme la IGNITE Wrestling, RONIN Pro Wrestling, et Shine Wrestling,.
Zuniga rejoignit la Women of Wrestling (WOW) en juillet 2019 performant sous le nom de ring Adrenaline. Elle fit équipe avec Fire lors d'un tournoi par équipe pour les titres par équipe de la WOW laissés vacants. Elles remportèrent le tournoi le 16 mai (diffusé le 23 novembre).
Le 5 septembre 2019, elle effectua ses débuts pour la Empower Wrestling en battant Gemma Cross lors du premier tour d'un tournoi déterminant la première Empower Wrestling champion,
Le 26 septembre, elle fut éliminée du tournoi par Nicole Savoy.

### World Wrestling Entertainment (2017; 2019)
Zuniga effectua une apparition lors de l'épisode de NXT du 22 mars 2017 en tant que catcheuse locale, perdant par soumission face à Asuka.
Elle effectua de nouveau une apparition à NXT lors de l'épisode du 3 juillet 2019, perdant rapidement face à Bianca BelAir.

### Impact Wrestling (2017–2019)
Zuniga rejoint Impact Wrestling en mars 2017 en tant que nouvelle recrue du clan The Latin American XChange. Elle effectua ses débuts lors des enregistrements d'Xplosion du 2 mars 2017 sous le nom d'Angel Rose en perdant face à Angelina Love. Elle fit sa première apparition à Impact avec le reste du clan LAX le 23 mars à Impact changeant de nom pour le nom de Diamante. Le 6 avril à Impact, elle perd lors d'un gauntlet match déterminant la première aspirante au titre des Knockouts d'Impact, se faisant éliminer par Brandi Rhodes.
En juillet 2017, Diamante se blessa au genou et s'est vue contrainte se s'éloigner des rings pour subir une opération. Elle effectua son retour lors de l'épisode d'Xplosion du 25 août 2018, perdant face à Su Yung.
Le 28 janvier 2019, elle fut libérée de son contrat avec Impact.

### All Elite Wrestling (2020–...)

#### Alliance avec Ivelisse (2020-...)
Diamante effectua ses débuts pour la AEW lors du 16ème épisode de AEW Dark, le 15 janvier 2020, elle fut battue par Big Swole. Le 22 juillet, elle effectua ses débuts à Dynamite en battant Ivelisse. Cette victoire lui donna droit à un match contre Hiraku Shida le 29 juillet à Dynamite, elle fut battue par cette dernière.
À la suite de cela, elle s'associa à Ivelisse pour participer au AEW Women's Tag Team Cup Tournament. Lors du Deadly Draw du 10 août, elles battent Rachael Ellering & Dasha Gonzalez et passent le premier tour. Le 17 août, elles passent le 2ème tour en battant Anna Jay & Tay Conti. Le 22 août, elles remportent le tournoi en battant The Nightmare Sisters.
Le 16 septembre à Dynamite, Diamante et Ivelisse attaquent Thunder Rosa après la victoire de cette dernière sur Ivelisse effectuant ainsi un heel turn. Rosa sera secourue par Hiraku Shida qui fera fuir Diamante et Ivelisse. La semaine suivante à Dynamite, Ivelisse & Diamante perdent contre Shida & Rosa.

## Vie privée
Priscilla Zuniga est lesbienne et est en couple avec la catcheuse Kiera Hogan.

## Palmarès
- All Elite Wrestling
  - AEW Women's Tag Team Cup (2020) – avec Ivelisse
- Independent Championship Wrestling
  - ICW Championship (1 fois)
  - ICW Hard Knocks Championship (1 fois)
  - ICW Women's Championship (4 fois)
- Queens of Combat
  - QOC Championship (1 fois)
- Women of Wrestling
  - WOW Tag Team Championship (1 fois, actuelle) – avec Fire[6]
  - WOW Tag Team Championship Tournament (2019) – avec Fire

## Récompenses des magazines
- Pro Wrestling Illustrated

| Année | 2023 | 2024 |
| ----- | ---- | ---- |
| Rang  | 135  | 154  |